# Smile Crew
Smile Crew（スマイル クルー）は2010年2月5日から2017年3月31日までエフエムラジオ新潟（FM-NIIGATA）で金曜日の午後に放送されていたラジオ番組。それまで行われていたCandy Boxの後続番組である。

## 番組概要
2010年2月5日から番組の放送を開始。
以前放送されていたCandy Boxの番組終了に伴い、新たに始まった番組である。
新潟県長岡市のドコモショップ長岡川崎店内にある、エフエムラジオ新潟長岡サテライトスタジオから生放送をしている。
2017年3月31日に放送を終了した。同年4月7日より、新たにYeah×3が放送されている。

## パーソナリティー
2017年3月現在
- 清野幹
- 今井美穂

なお2010年2月19日の放送は、清野幹が取材に行ったため、中村智景が代わりに担当した。

2010年の3月5日と3月12日は清野幹が手術のため、ヤンが代わりに担当した。

## 番組内容
主に新潟県中越地方の話題を中心に番組が構成されている。

## 備考
長岡サテライトスタジオに行くと、パーソナリティーから番組グッズが貰える企画あり。